# Reaktorschnellabschaltung

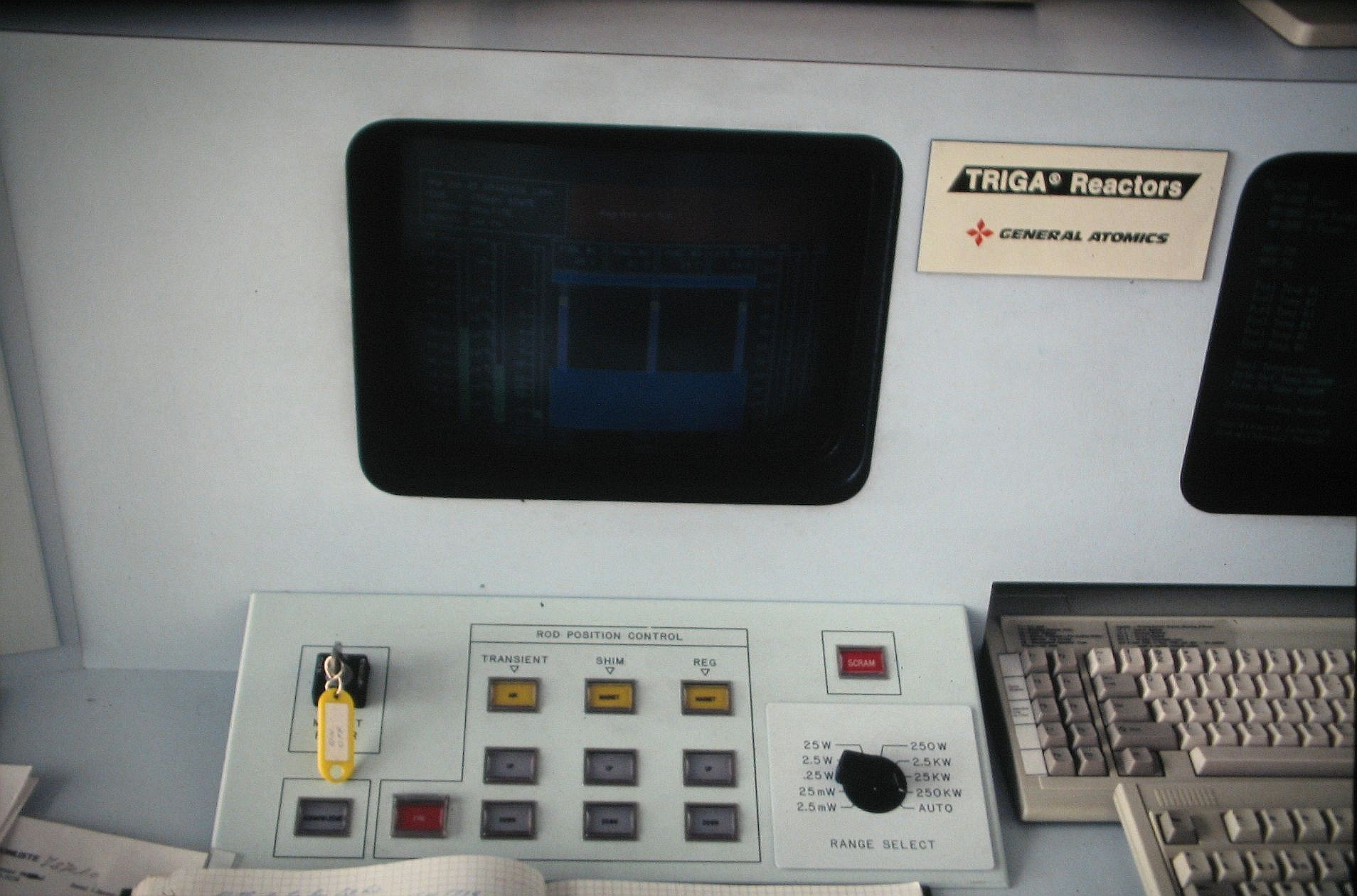
Rote SCRAM-Taste (rechts) am Bedienpult des TRIGA-Reaktors am Atominstitut der TU-Wien, Österreich

Die Reaktorschnellabschaltung (kurz RESA oder Scram, engl. für „abhauen“, „Leine ziehen“), auch Reaktortrip, ist eine Sicherheitsmaßnahme bei Kernreaktoren. Die RESA kann in Störfällen manuell vom Bedienungspersonal oder automatisch durch ein Reaktorschutzsystem beim Überschreiten bestimmter Grenzwerte ausgelöst werden. Um Fehlalarme möglichst zu vermeiden, ermittelt das Reaktorschutzsystem Messwerte mehrfach redundant, bevor es die Abschaltung auslöst.

## Beschreibung
Die RESA macht den Reaktor stark unterkritisch, beendet also die Kernspaltungskettenreaktion. Sie dient nicht der gewöhnlichen Lastanpassung, sondern fährt den Reaktor sofort herunter. Dies geschieht im Allgemeinen durch das Einfallen oder vollständige Einfahren („Einschießen“ mittels Gasdruck) der Steuerstäbe und – bei typischen Druckwasserreaktoren – Einspeisen von Borsäure in den Kühlkreislauf. Bei Siedewasserreaktoren kann die Borsäureeinspeisung (fachsprachlich Borierung genannt) als zusätzliche, redundante und diversitäre Abschaltmaßnahme eingesetzt werden. Durch diese Maßnahmen wird die nukleare Kettenreaktion unterbunden und die Leistung des Reaktors reduziert sich auf die Nachzerfallswärme.
Bei der Nuklearkatastrophe von Tschernobyl kam es aufgrund konstruktiver Besonderheiten der RBMK-Steuerstäbe nach Auslösung des RESA-Schalters (russisch Аварийная Защита 5-й категории (АЗ-5), Awarijnaja Saschtschita 5-j kategorii (AZ-5), „Notfallschutz der 5. Kategorie“) trotzdem zu einer kurzfristigen Leistungssteigerung, die den Reaktor prompt überkritisch machte und so seine Zerstörung mit schwersten Folgen auslöste.

## Geschichte
Bereits Enrico Fermi hatte 1942 beim entscheidenden Experiment am ersten Kernreaktor, dem Chicago Pile, eine Schnellabschaltmöglichkeit vorgesehen. Eine speziell eingewiesene Person sollte im Notfall eine Schnur mit einer Axt durchschlagen. An der Schnur hing ein Cadmiumstab, der die Kettenreaktion beim Einfahren in den Reaktor unmittelbar gestoppt hätte.
Das englische Wort to scram bedeutet so viel wie „schnell wegrennen“, „abhauen“, „verduften“; Fermi selbst hat es – offensichtlich scherzhaft – als Akronym von Safety Cut Rope Axe Man, also etwa: „Sicherheits-Seil-Durchtrennungs-Axtmann“, erklärt.
Die Bezeichnung Scram für die Reaktorschnellabschaltung ist auch heute im englischen Sprachgebrauch noch üblich.
Als ATWS (Anticipated Transient without Scram) wird ein Ereignis bezeichnet, bei dem durch technisches Versagen eine nötige Schnellabschaltung nicht eintritt.